# Lubango flygplats
Lubango flygplats är en flygplats i Angola.   Den ligger i kommunen Município Lubango och provinsen Huíla, i den sydvästra delen av landet, 700 kilometer söder om huvudstaden Luanda. Lubango flygplats ligger 1 749 meter över havet.
Terrängen runt Lubango flygplats är platt åt nordost, men åt sydväst är den kuperad. Närmaste större samhälle är Lubango, 8,9 kilometer väster om Lubango flygplats.
Trakten runt Lubango flygplats består till största delen av jordbruksmark. Runt Lubango flygplats är det glesbefolkat, med 16 invånare per kvadratkilometer.